# إدي كينغستون
إدي كينغستون (بالإنجليزية: Eddie Kingston) هو مصارع محترف أمريكي، ولد في 12 ديسمبر 1981 في يونكيرس في الولايات المتحدة.

## روابط خارجية
- إدي كينغستون على موقع WrestlingData.com (الإنجليزية)
- إدي كينغستون على موقع CageMatch worker (الإنجليزية)
- إدي كينغستون على موقع قاعدة بيانات المصارعة على الإنترنت (الإنجليزية)
- إدي كينغستون على موقع عالم المصارعة على الإنترنت (الإنجليزية)